# Черняков, Даниил Романович
Дании́л Рома́нович Черняко́в (род. 7 января 2001, Давыдово, Московская область) — российский футболист, полузащитник липецкого «Металлурга».

## Клубная карьера
Воспитанник московского «Локомотива». Дебютировал за молодёжную команду 30 июля 2018 года в матче молодёжного первенства против «Уфы» (4:1), начав игру в стартовом составе, но позже заменённый на 47-й минуте матча. Первый мяч забил против всё той же «Уфы», но уже в ответной встрече, закончившейся со счётом 6:1.
24 августа 2020 года дебютировал за «Локомотив-Казанку» в матче 3-го тура второй лиги против «Ленинградца» (1:1), выйдя на замену на 58-й минуте матча вместо Георгия Махатадзе. Всего за вторую команду «Локомотива» провёл 33 матча.
29 июня 2022 года перешёл на правах свободного агента в воронежский клуб «Факел». Дебютировал за новую команду 31 августа 2022 года в матче Кубка России против «Зенита» из Санкт-Петербурга (0:2). 22 октября 2022 года дебютировал в чемпионате России против «Ростова» (1:1), выйдя на 70-й минуте матча.
3 августа 2023 года перешёл на правах аренды на год в липецкий клуб «Металлург». 5 августа дебютировал за него в матче 4-го тура второй лиги (дивизион «А») против «Чертаново» (0:3), выйдя во втором тайме.

## Карьера в сборной
В феврале 2017 года был впервые вызван Андреем Митиным в сборную России до 16 лет, за которую провёл два матча. В августе 2017 года был вызван Леонидом Аблизиным в сборную России до 17 лет, за которую провёл четыре матча. В октябре 2018 года под руководством Александра Кержакова провёл два матча за сборную России до 18 лет.

## Статистика выступлений

### Клубная
| Выступление          | Выступление      | Выступление      | Лига | Лига | Кубки | Кубки | Итого | Итого |
| Клуб                 | Лига             | Сезон            | Игры | Голы | Игры  | Голы  | Игры  | Голы  |
| -------------------- | ---------------- | ---------------- | ---- | ---- | ----- | ----- | ----- | ----- |
| → Локомотив-Казанка  | ФНЛ-2            | 2020/21          | 22   | 0    | —     | —     | 22    | 0     |
| → Локомотив-Казанка  | ФНЛ-2            | 2021/22          | 10   | 0    | —     | —     | 10    | 0     |
| → Локомотив-Казанка  | Итого            | Итого            | 32   | 0    | —     | —     | 32    | 0     |
| Факел                | Премьер-лига     | 2022/23          | 4    | 0    | 4     | 0     | 8     | 0     |
| Факел                | Итого            | Итого            | 4    | 0    | 4     | 0     | 8     | 0     |
| → Металлург (Липецк) | Вторая лига      | 2023/24          | 5    | 0    | 1     | 0     | 6     | 0     |
| → Металлург (Липецк) | Итого            | Итого            | 5    | 0    | 1     | 0     | 6     | 0     |
| Всего за карьеру     | Всего за карьеру | Всего за карьеру | 41   | 0    | 5     | 0     | 46    | 0     |